# HandBrake
HandBrake（ハンドブレイク/ハンドブレーキ）はDVD等の動画ファイルをMPEG-4ビデオに変換する自由ソフトウェア、オープンソース、GPLライセンス、マルチ・スレッド、クロスプラットフォームのトランスコーダーソフトである。BeOSのために開発されたが、現在ではmacOS、Linux、Windowsで利用できる。

## インプット（入力）
バージョン0.9.5からコピープロテクトされていないBDMV (BD-Video) フォーマット（構造）の入力がサポートされた。
- DVD-Videoフォーマット（プロテクトされた一部のものを除く）
  - 物理ドライブおよび仮想ドライブ
  - ディスクイメージファイル
  - VOBフォーマットファイル
  - VIDEO_TSフォルダ
- BDMV (BD-Video) フォーマット（コピープロテクトされていないものに限る）
  - 物理ドライブおよび仮想ドライブ
  - ディスクイメージファイル
  - MPEG-2 TS (M2TS) フォーマットファイル
  - BDMVフォルダ
- MPEG-4フォーマット
- Matroska (MKV) フォーマット
- Audio Video Interleave (AVI) フォーマット
- Ogg Media (OGM) フォーマット

など

## アウトプット（出力）
バージョン0.9.5からはMPEG-4フォーマット (.mp4) とMatroskaフォーマット (.mkv) での出力がサポートされた。バージョン0.9.4以降、フォーマットの機能不足などによる理由からAudio Video Interleaveフォーマット (.avi) とOgg Mediaフォーマット (.ogm) の出力はサポートから外れた（取扱中止）。バージョン0.10.5で、ライセンスの問題から fdk-aac が削除。各コーデックに続く括弧はそのコーデックの利用ライブラリを示す。
| コーデック | コーデック         | MPEG-4 フォーマット | Matroska フォーマット |
| ---------- | ------------------ | ------------------- | --------------------- |
| ビデオ     | H.265              | ▲                   | ▲                     |
| ビデオ     | H.264              | ▲                   | ▲                     |
| ビデオ     | MPEG-4             | ▲                   | ▲                     |
| ビデオ     | MPEG-2             | ▲                   | ▲                     |
| ビデオ     | VP9                | ×                   | ▲                     |
| ビデオ     | VP8                | ×                   | ▲                     |
| ビデオ     | VP3                | ×                   | ▲                     |
| オーディオ | AAC                | ○                   | ○                     |
| オーディオ | MP3                | ○                   | ○                     |
| オーディオ | AC3                | ○                   | ○                     |
| オーディオ | DTS、DTS-HD        | △                   | △                     |
| オーディオ | E-AC3              | ×                   | △                     |
| オーディオ | Vorbis             | ×                   | △                     |
| オーディオ | FLAC (16bit/24bit) | ×                   | △                     |
○：エンコード、パススルー両方可能
▲：エンコードのみ可能
△：パススルーのみ可能
×：不可

## 主な特徴および機能
- チャプター
  - チャプターおよびタイトル単位でのコンバートが可能
  - チャプター情報の埋め込み
- 字幕
  - ソフト字幕（フレームに焼きこまない）
  - 表示・非表示を切り替え可能な字幕
  - SRTフォーマットの字幕データのインポートおよびパススルー
  - SSAフォーマットの字幕データのパススルーおよび焼きこみ
  - なお、ブルーレイのイメージベースのPGS字幕はMatroskaフォーマットにおいてのみ、ソフト字幕に対応する。これは、MPEG-4フォーマットがイメージベースのソフト字幕に対応していないためである。MPEG-4フォーマットでPGSから字幕を入れる場合、常にハード字幕（フレームに焼き込まれる）になる。
- ビデオフィルタ
  - デテレシネ（逆テレシネ化）
  - デコーム（櫛状ノイズを除去）
  - デインターレース（インタレースを除去）
  - デノイズ（ノイズを除去）
  - デブロッキング
  - グレースケール（モノクロ化）
- 固定フレームレート (CFR) もしくは可変フレームレート (VFR) によるコンバート

可変フレームレート (VFR) を採用したビデオはVLC Media PlayerやiOSといった仕様に準拠したごく一部のプレイヤーでしか正確に再生できないので注意が必要である。例えばQuickTime Player、プレイステーション3などでは音ズレが発生し正しく再生できない。
- ビデオクロップ
- 画質一定コンバートもしくは画質不定・平均ビットレートコンバート
- キューへの追加によるコンバートのバッチ処理
- ビデオプレビュー
- エンコードプリセット

様々なデバイス、再生環境に適したビデオを作成するためのエンコード設定をプリセット搭載されている。